# Tufão Phanfone (2014)
O tufão Phanfone, conhecido nas Filipinas como tufão Neneng, foi um extenso e intenso ciclone tropical que afectou o Japão a inícios do mês de outubro de 2014. Foi a décima oitava tempestade nomeada, o oitavo tufão da ano e o segundo em tocar em terra em Japão, depois que o fizesse o tufão Halong em agosto.

## Historial meteorológico
A 26 de setembro de 2014, uma perturbação tropical formou-se a 370 quilómetros ao leste de Kosrae, bem como a Agência Meteorológica do Japão (JMA pela suas siglas em inglês) iniciou ao monitorar como um área de baixa pressão. No final daquele dia, o Centro Conjunto de Avisos de Tufão (JTWC pela suas siglas em inglês) emitiu um Alerta de Formação de Ciclone Tropical (Tropical Cyclone Formation Alert, TCFA pela suas siglas em inglês) sobre o sistema, enquanto diminuía a influência de uma cisalhamento vertical de vento ao leste da estrutura do sistema. No entanto, a JTWC cancelou a TCFA ao seguinte dia devido à falta de consolidação de sua convecção profunda. A inícios de 28 de setembro, a JTWC novamente emitiu um TCFA à perturbação, à medida que as análises de magnitude superior indicaram um ambiente marginalmente favorável com um maior fluxo de saída aos pólos na vaguada tropical troposférica superior ou (TUTT pela suas siglas em inglês) posicionada ao norte e um cisalhamento de vento débil. Horas mais tarde, a JMA promoveu à baixa pressão como uma depressão tropical e iniciou a emitir avisos às 21:00 UTC. Ao mesmo tempo, a JTWC promoveu-o e denominou-o como a depressão tropical 18W, mostrando bandas amplas formativas ao redor do seu centro de circulação de magnitude baixa.

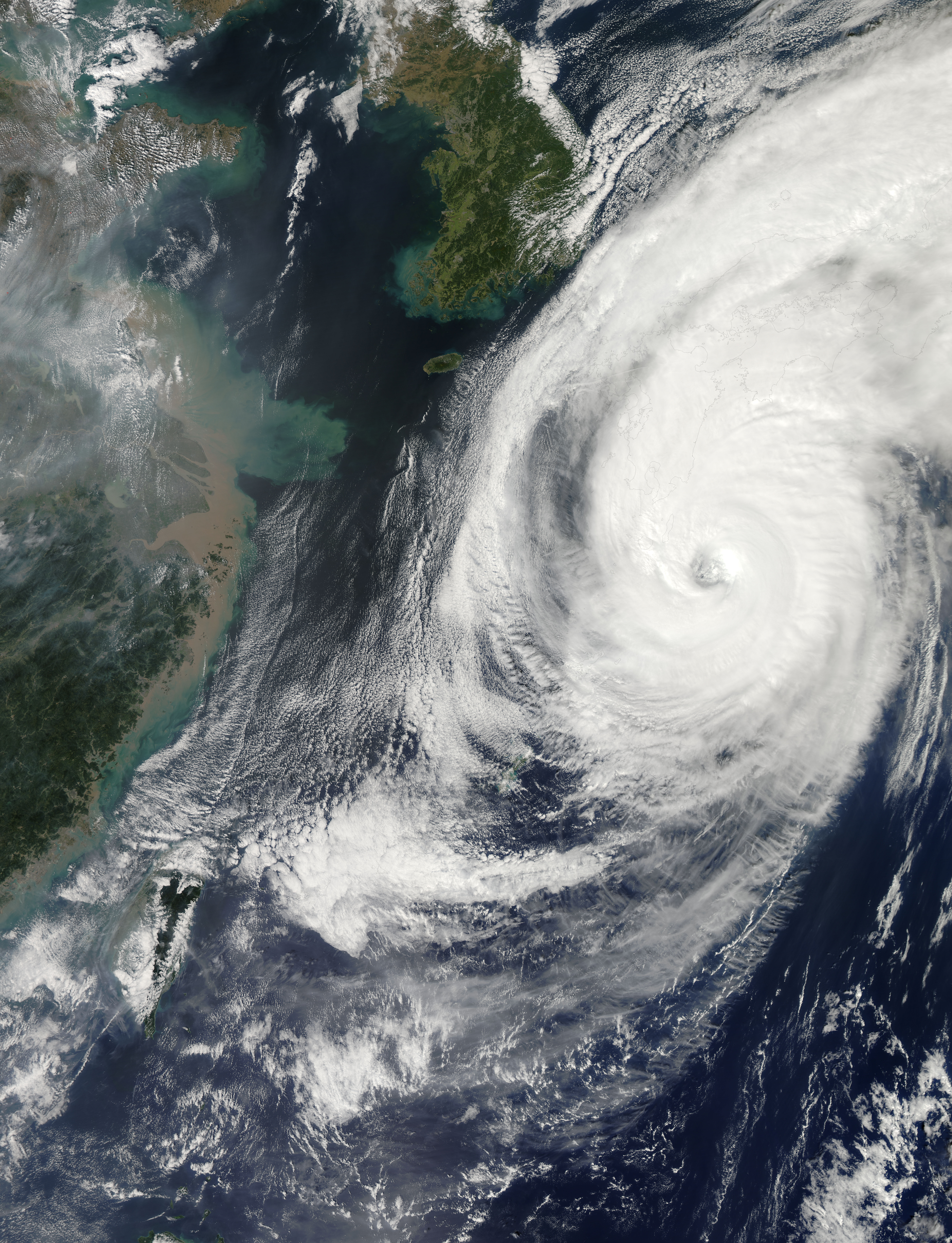
O Phanfone sobre Kyūshū, Japão, a 5 de outubro

A inícios de 29 de setembro, a JTWC promoveu ao sistema como tempestade tropical, brevemente antes que a JMA também o promovesse à mesma categoria com nome: Phanfone. Deslocando-se ao longo da periferia sul da crista subtropical, a tempestade intensificou-se muito lentamente por dois dias, ainda que o ambiente permaneceu favorável. No final de 30 de setembro, a JMA promoveu ao Phanfone à categoria de tempestade tropical severa, antes que a JTWC o promovesse a tufão. Depois que a JMA também o promovesse como tufão na tarde de 1 de outubro, o sistema iniciou a se fortalecer rapidamente quando se deslocava ao largo da periferia sudoeste de uma capa profunda da crista subtropical. Baixo a influência do cisalhamento de vento débil e a saída de um duplo canal aumentado pelos ventos provenientes do oeste ao norte, o Phanfone formou um olho em forma de alfiler a 2 de outubro. Segundo a JMA, o Phanfone atingiu o seu pico de intensidade com ventos sustentados em 10 minutos de 175 km/h (110 mph) às 06:00 UTC e também atingiu a intensidade equivalente à categoria quatro na escala de furacões de Saffir-Simpson. Cedo, o olho encheu-se de nublosidade e formou uma segunda parede de olho, sugerindo um ciclo de substituição de parede de olho.
A PAGASA nomeou ao tufão: Neneng quando entrou no Área de Responsabilidade Filipina (PAR pela suas siglas em inglês) a inícios de 3 de outubro. Ademais, o Phanfone formou um olho rasgado e extenso, indicando a terminação do ciclo de substituição de parede de olho. A inícios de 4 de outubro, a JTWC promoveu ao Phanfone a supertufão quando se localizava a 170 quilómetros ao leste-sudeste de Minami Daitō. Enquanto o sistema começou a aproveitar os ventos ocidentais, assentou-se num área de forte cisalhamento vertical de vento compensado por um frente de rajada vigoroso. Só seis horas depois, a JTWC degradou ao Phanfone a tufão devido à perda da sua banda torque. A mediados, a JMA afirmou que o Phanfone iniciou a se debilitar. As nuvens convectivas do sistema intermitentemente aqueceram-se posteriormente, mas o olho rasgado e extenso manteve-se intacto. O Phanfone bruscamente girou e acelerou ao nordeste a inícios do seguinte dia, deslocando-se ao longo do extremo oeste de uma bem estabelecida dorsal subtropical.
O tufão Phanfone passou para perto de costa sul da península de Kii ao redor das 03:00 JST de 6 de outubro (18:00 UTC da 5 de outubro). O olho imediatamente desapareceu, enquanto o sistema iniciou a sua transição a ciclone extratropical antes de tocar terra para perto de Hamamatsu da prefeitura de Shizuoka em Japão aproximadamente às 08:00 JST (23:00 UTC de 5 de outubro). A JTWC emitiu o seu aviso final do sistema a inícios de 6 de outubro, convertido totalmente em ciclone extratropical em meados desse dia. A tempestade parou em debilitar-se e iniciou a reintensificarse novamente a 7 de outubro, enquanto cruzou a linha internacional de mudança de data como um poderoso ciclone extratropical ao final daquele dia. O ciclone postropical Phanfone, o qual se localizava a 890 quilómetros ao sudoeste de Unalaska, Alaska atingiu o seu pico de intensidade na sua fase extratropical em meados de 8 de outubro, com uma pressão mínima de 948 hPa (27,99 inHg) e ventos com força de furacão. O sistema iniciou a debilitar-se novamente e girou ao norte a inícios de 11 de outubro. O sistema eventualmente dissipou-se para perto da costa do centrosul de Alasca a inícios de 12 de outubro.

## Preparações e impacto

### Japão

Animação de satélite mostrando ao Phanfone sobre Japão

O Phanfone começou a afectar o Japão no final de 4 de outubro, enquanto debilitava-se. Reportaram-se marejadas altas e ventos de 140 quilómetros por hora no sul do Japão. Na base aérea de Kadena, o tufão matou a um piloto estadounidense e deixou a outros dois desaparecidos depois que fossem arrastados ao mar. Também se reportou que 10 pessoas resultaram lesionadas e para perto de 10 000 casas ficaram sem eletricidade.
Em 5 de outubro, o Phanfone também afetou o Grande Prêmio do Japão de Fórmula 1 de 2014, trazendo ventos fortes acompanhados de chuvas torrenciais que alteraram a capacidade de pilotagem dos competidores em pista. Por estas razões, grande prêmio foi encerrado antes do previsto, quando Jules Bianchi se acidentou na volta 44 das 53 planejadas para a tradicional etapa do campeonato mundial de F1 Junto a Bianchi, ao todo onze pessoas morreram por razões ligadas ao tufão, enquanto vários ficaram feridos por todo o Japão
Através da Shizuoka, oito edifícios foram destruídos e mais de 1.439 mais foram danificados pelas inundações. As perdas na prefeitura ascenderam aos 3,2 bilhões de ienes (uns USD $29,7 milhões). Os danos na prefeitura de Kagawa totalizaram os 44,8 milhões de ienes (USD $416.000). As perdas em cultivos na prefeitura de Kagoshima atingiram os 768 milhões de ienes (USD $7,1 milhões). Os danos em cultivos em Kitadaitō atingiram os 88,2 milhões de ienes (USD $819.000). Finalmente, danos na prefeitura de Chiba totalizaram os 378 milhões de ienes (USD $3,5 milhões).